# Штурм Зоны 51
«Штурм зоны 51. Они не смогут остановить нас всех» (англ. Storm Area 51, They Can’t Stop All of Us) — мероприятие, о котором в социальной сети Facebook объявил пользователь SmyleeKun (Мэтти Робертсон) из Калифорнии 27 июня 2019 года, приобрело вирусную популярность.
Зона 51 — действующая военная база США, расположенная в штате Невада, где, по мнению приверженцев конспирологии, правительство США проводит эксперименты над инопланетянами (пришельцами). Целью участников акции, по заявлению организатора, является обнаружение инопланетян. Мероприятие состоялось 20 сентября 2019 года.

## Оригинальное заявление
Мы все встретимся у туристического места Alien Center «Зоны 51» и скоординируем наш вход. Если мы побежим так же, как Наруто, мы сможем двигаться быстрее, чем их пули. Давайте посмотрим на инопланетян.
Оригинальный текст (англ.)We will all meet up at the Area 51 Alien Center tourist attraction and coordinate our entry. If we naruto run, we can move faster than their bullets. Lets see them aliens.

Термин naruto run является сложно переводимым неологизмом: имеется в виду бег в стиле персонажей аниме и манги Наруто, где персонажи-ниндзя перемещаются со сверхчеловеческой скоростью, держа выпрямленные руки за спиной.

## Популярность
На конец июля количество заинтересовавшихся перевалило за 3 миллиона человек (2,1 млн отметились, что придут, и 1,5 млн как наблюдатели). 24 июля 2019 года пользователем Herr Fuchs был опубликован официальный клип «Штурма» — Official AREA 51 Song. Так же, как и само мероприятие, клип стал вирусным в интернете, собрав 3,3 миллиона просмотров (31 августа 2019). Клип призывает всех пользователей участвовать в «спасательной операции пришельцев 20 сентября 2019 года, которых ВВС США удерживают ради своих экспериментов».

## Реакция властей и освещение в СМИ
Власти США были информированы о готовящемся мероприятии и проявили озабоченность возможными тяжёлыми последствиями. Пресс-секретарь ВВС США Лора МакЭндрюс (Laura McAndrews) на страницах издания Washington Post предостерегла потенциальных нарушителей, которые восприняли мероприятие всерьёз, напомнив, что «любая попытка незаконного доступа к военным объектам или районам военной подготовки опасна»:

(Зона 51) является открытой тренировочной площадкой для военно-воздушных сил США, и мы отговариваем кого бы то ни было пытаться попасть в район, где мы обучаем американские вооруженные силы. ВВС США всегда готовы защищать Америку и её собственность.
Оригинальный текст (англ.)[Area 51] is an open training range for the U.S. Air Force, and we would discourage anyone from trying to come into the area where we train American armed forces. The U.S. Air Force always stands ready to protect America and its assets.

Ближе к дате штурма местные власти заметили большой наплыв людей и сделали всё необходимое, чтобы быть готовыми принять 30-40 тысяч человек. Замечены многократные попытки проникнуть на территорию базы.
За несколько дней до начала штурма воздушное пространство над военной базой было полностью закрыто, в том числе и для дронов. Это решение было принято Федеральным авиационным управлением США. Также за воротами базы появился барьер с шипами, увеличилось число прожекторов, на ограждение накрутили дополнительную колючую проволоку. Если кому-то удастся преодолеть все барьеры, его ждёт штраф в размере тысячи долларов.
Непосредственно в день штурма Служба распространения визуальной информации Министерства обороны США разместила в Твиттере пост, на котором был изображен бомбардировщик-невидимка B-2 с надписью:

Последнее, что увидят миллениалы, если попытаются сегодня пойти на штурм Зоны 51…
Оригинальный текст (англ.)The last thing Millennials will see if they attempt the Area 51 raid today...

Вскоре пост был удален и Министерство обороны принесло извинения за угрозы:

Прошлой ночью сотрудник твиттер-аккаунта DVIDSHUB разместил пост, который НИКОИМ ОБРАЗОМ не соответствует позиции Министерства обороны. Это было неуместно и мы приносим извинения за ошибку.
Оригинальный текст (англ.)Last night a DVIDSHUB employee posted a Tweet that in NO WAY supports the stance of the Department of Defense. It was inappropriate and we apologize for this mistake.

## Штурм
20 сентября на мероприятие в окрестности базы Homey Airport (штат Невада, США) приехало около 4 тысяч человек. Многие из них приняли участие в фестивале, но попытки проникнуть внутрь предприняли немногие. Лишь 75 человек собрались у ворот базы, а арестовали всего пару. Их задержали у въезда на базу за мелкие правонарушения — один из задержанных действительно попытался туда проникнуть, начав рыть подкоп. «Мы все понимаем, что нам нельзя пересекать ворота», — приводит агентство «Associated Press» слова одного из участников «штурма». «Но если мы все соберёмся сегодня, послушаем музыку и выпьем пива, это уже будет успех». «Здесь царит чувство сообщества, его ощущают все собравшиеся» — сказал другой посетитель.
Мероприятие провалилось и вызвало насмешки со стороны СМИ.